# Литцльбергкеллер
«Литцльбергкеллер» (нем. Litzlbergkeller — «Литцльбергский подвал», также «„Литцльбергкеллер“ на Аттерзе») — пейзаж кисти австрийского художника Густава Климта.
На картине двухмерно изображён небольшой дом с четырёхскатной крышей под деревьями на берегу озера Аттерзе, располагавшийся к северу от курортного Литцльберга, где Климт с семьёй Эмилии Флёге проводил летние месяцы в 1900—1907 годах. Размещавшийся в здании трактир был популярной целью пеших прогулок отдыхающих. «Литцльбергкеллер» выступает на пейзаже с фасадной стороны, искусствоведы предполагают, что Климт писал его либо с противоположного берега озера, пользуясь подзорной трубой или театральным биноклем, либо по памяти, на основе почтовой открытки с видом «Литцльбергкеллера» в своей венской мастерской. При сравнении с историческими фотоизображениями Литцльбергкеллера обнаруживается, что художник убрал из композиции лестницу, ведшую к берегу озера, ради того, чтобы здание оказалось полностью окружённым в природу. Отличительной чертой этого пейзажа Климта в скудной гамме зеленоватых и желтоватых оттенков с вкраплениями синего являются часто наложенные закрытые мазки, создающие впечатление текстуры тканого ковра. Здание Литцльбергкеллер сохранилось до настоящего времени и сохранило своё назначение.
В мае 1916 года пейзаж «Литцльбергкеллер» приобрёл за 8 тыс. крон (около 12 650 евро) банкир и меценат Отто Примавези. Ныне находится в частном собрании.